# Генріх Нойшвандер
Генріх Нойшвандер (нім. Heinrich Neuschwander; 24 серпня 1919 — 27 травня 1941, Атлантичний океан) — німецький військовик, сигнальник крігсмаріне.

## Біографія
В 1932 році вступив у Гітлер'югенд. Потім працював в Імперській службі праці, після чого вступив в СА. В 1938 році вступив в крігсмаріне. Під час Другої світової війни служив у службі сигналізації лінкора «Бісмарк». Загинув під час потоплення корабля. 30 травня 1941 року тіло Нойшвандера було підібране іспанським важким крейсером «Канаріас» і наступного дня о 10:00 він був похований в морі з військовими почестями.

## Нагороди
- Залізний хрест 2-го класу